# Dècada del 1860
Formalment, la dècada del 1860 comprèn el període que va des de l'1 de gener de 1860 fins al 31 de desembre de 1869.

## Esdeveniments
- Guerra Civil dels Estats Units
- Sufragi femení per primer cop (Austràlia)
- Invenció de la dinamita
- Fundació de l'Associació Internacional de Treballadors, fita clau en el moviment obrer
- Primera República Espanyola
- Formulació de les equacions de Maxwell
- Primera taula periòdica moderna
- Avanç per a la definitiva unificació italiana
- Comença la Guerra hispanosudamericana

## Personatges destacats
- Édouard Manet
- Víctor Manuel II d'Itàlia
- Alfred Nobel
- Gregor Mendel
- Henrik Ibsen
- Abraham Lincoln
- Lev Nikolàievitx Tolstoi
- Napoleó III